# Barnet Licht

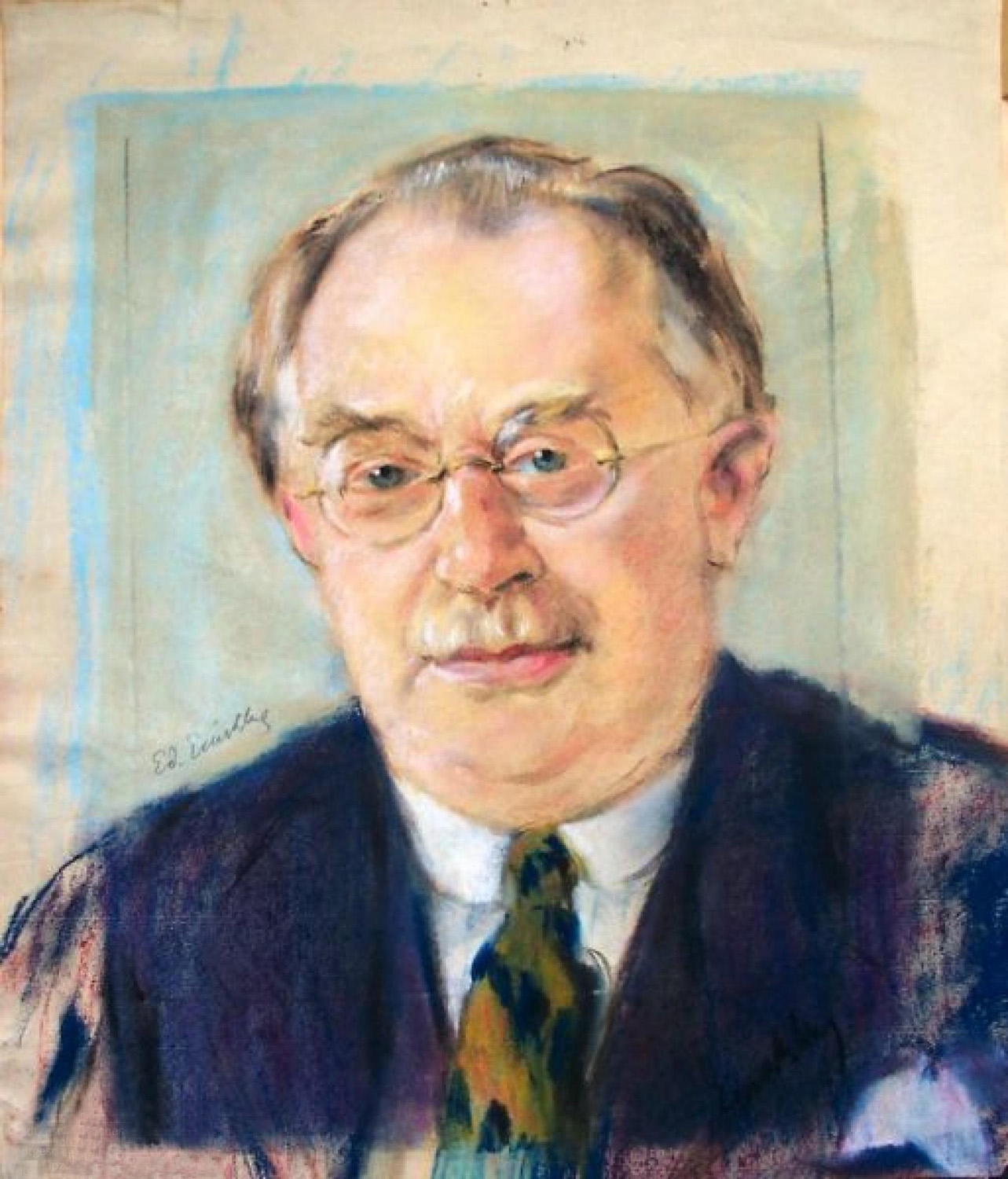
Barnet Licht. – Pastell von Eduard Einschlag

Barnet Licht (* 15. Mai 1874 in Wilna; † 3. Mai 1951 in Leipzig) war ein deutscher Dirigent und Chorleiter.

## Leben
Der in Wilna geborene Barnet Licht verbrachte nach einem Umzug mit seinen Eltern in die USA seine Kindheit in New York City. Da er den elterlichen Wunsch, Rabbiner zu werden, nicht akzeptierte, entschloss er sich frühzeitig, sein Leben selbst zu organisieren. Mit fünfzehn Jahren begann er, verschiedene Hilfstätigkeiten auszuüben, und lernte dabei die sozialen Probleme der Bevölkerung kennen. Sein großes Interesse aber galt der Musik. Er nahm private Klavier- und Orgelstunden, sang in Chören und gründete 1893 einen eigenen Chor. 1894 erhielt er eine Anstellung als Organist der Congregation Ansche Chesed, einer deutschsprachigen Synagoge.
Nach vier Jahren gab er die Stelle auf, um in Deutschland Musik zu studieren. Im Herbst 1898 schrieb er sich am Königlichen Konservatorium der Musik zu Leipzig ein. Er studierte Musiktheorie/Komposition, Klavier, Viola, Orgel und Gesang unter anderem bei Salomon Jadassohn und Carl Reinecke. Musikwissenschaftliche Vorlesungen an der Universität Leipzig hörte er bei Hugo Riemann und Hermann Kretzschmar. 1902 legte er sein Examen ab.

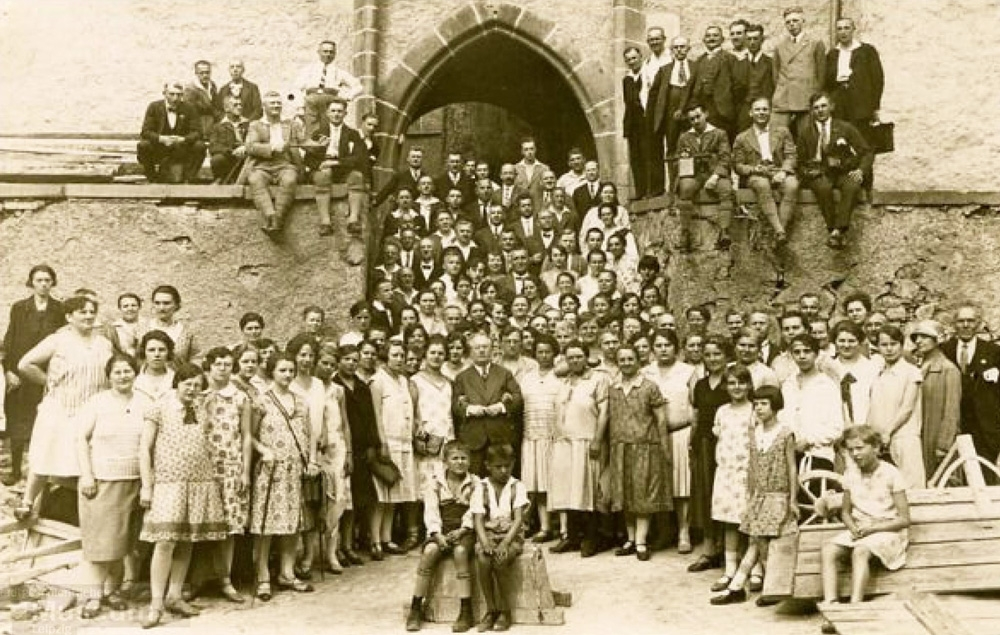
Ein Barnet-Licht-Chor und sein Dirigent (1929)
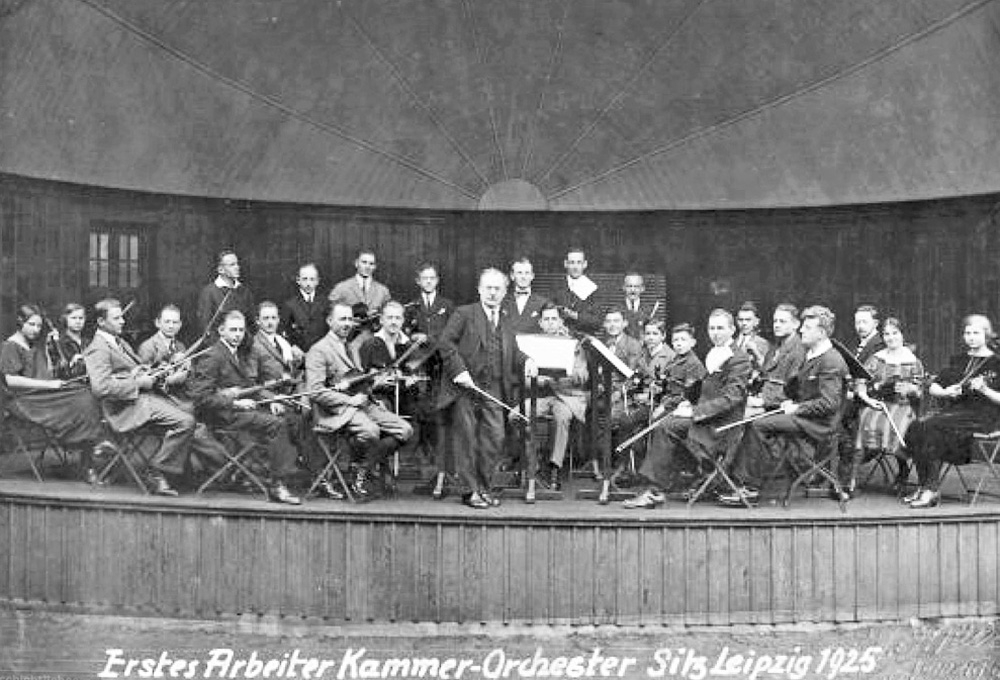
Barnet Licht und das Erste Arbeiter Kammer-Orchester
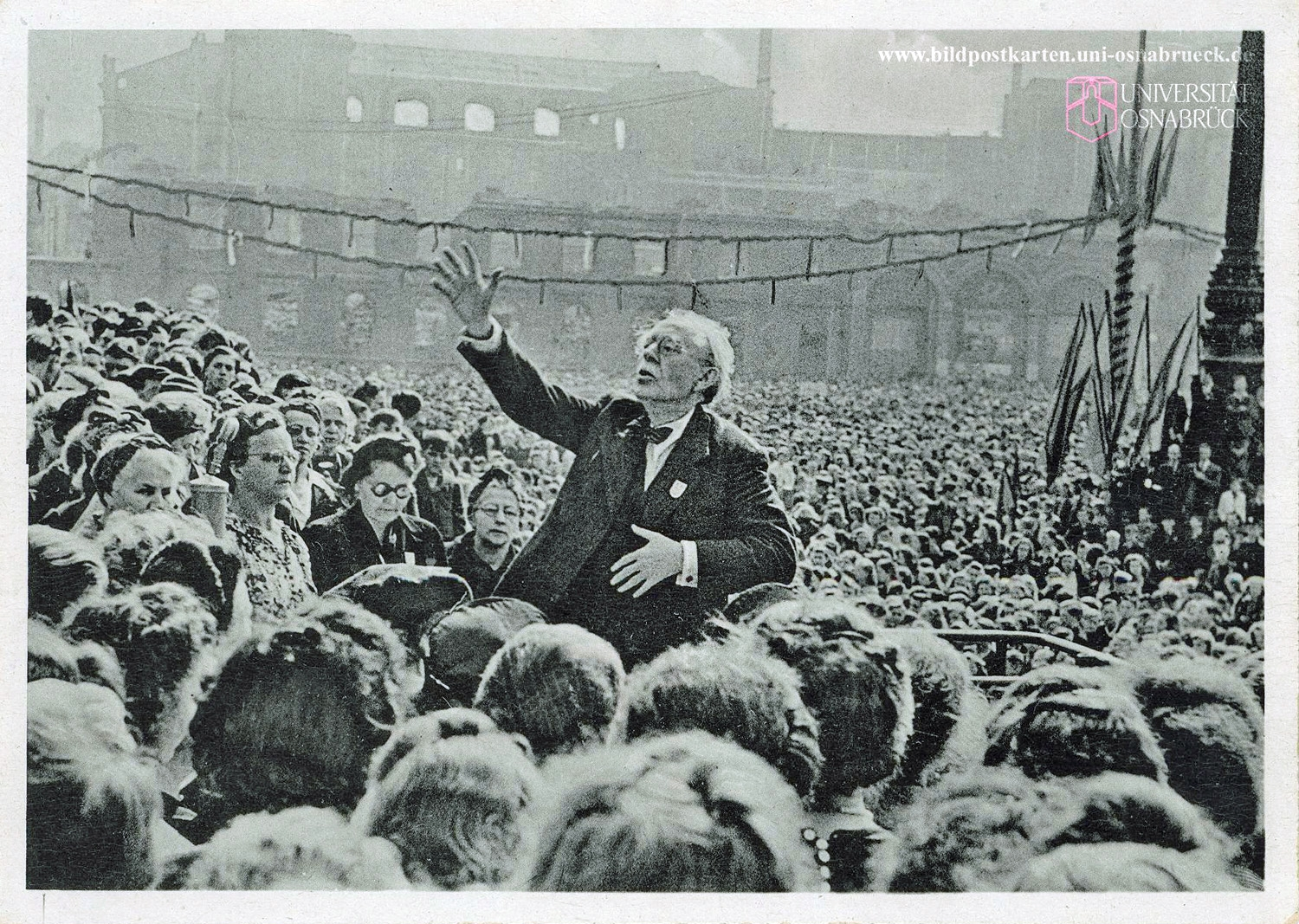
Barnet Licht am 1. Mai 1946 auf dem Karl-Marx-Platz in Leipzig

Bereits 1901 wurde er Dirigent des Männerchors Rütli aus dem Leipziger Arbeiterviertel Plagwitz. In den folgenden Jahren übernahm er weitere Arbeiterchöre aus Leipzig und Umgebung, die er bei größeren Aufgaben zu den Lichtschen Chören zusammenschloss. So kam es nach dem Ersten Weltkrieg zur Aufführung von Händel-Oratorien, wie Acis und Galatea, Herakles und Saul.
Von 1911 bis 1928 war Licht Leiter der Musikabteilung des Arbeiter-Bildungs-Instituts Leipzig. Er organisierte Konzert- und Probenbesuche für Arbeiter und gründete 1923 ein Arbeiterorchester. Er bezog auch die musische Erziehung Straffälliger in Gefangenenanstalten in seine Arbeit ein und betreute Leipziger Gefangenenchöre.
Licht besaß von Anfang seines Leipziger Aufenthaltes an enge Kontakte zur israelitischen Religionsgemeinde. 1924 übernahm er die Leitung des Chores der Großen Gemeindesynagoge in der Gottschedstraße.
Nach dem Machtantritt der Nationalsozialisten 1933 wurden die Lichtschen Chöre verboten, und Lichts Tätigkeit beschränkte sich auf die jüdische Gemeinde und jüdische Organisationen sowie die Erteilung von Privatunterricht. Ab dem 31. Dezember 1939 musste Licht mit seiner Frau Gertrud, geb. Lötzsch (1893–1964), die er 1920 geheiratet hatte und die 1933 zur jüdischen Religion konvertiert war, in verschiedenen Judenhäusern leben. Am 14. Februar 1945 wurden sie in das Ghetto Theresienstadt deportiert, wo sie auch ihre Silberhochzeit feierten. Am 21. Juli 1945 konnte Licht nach Leipzig zurückkehren. Er nahm bald seine Tätigkeit wieder auf, und im Februar 1946 gab der Lichtsche Chorverband sein erstes Konzert nach dem Zweiten Weltkrieg.
1946 wurde er Mitglied der SED und kandidierte für die Stadtverordnetenversammlung. Im gleichen Jahr wurde ihm der Professorentitel verliehen. 1947, also noch zu Lebzeiten Lichts, wurde ihm zu Ehren in Leipzig ein Platz nach ihm benannt.

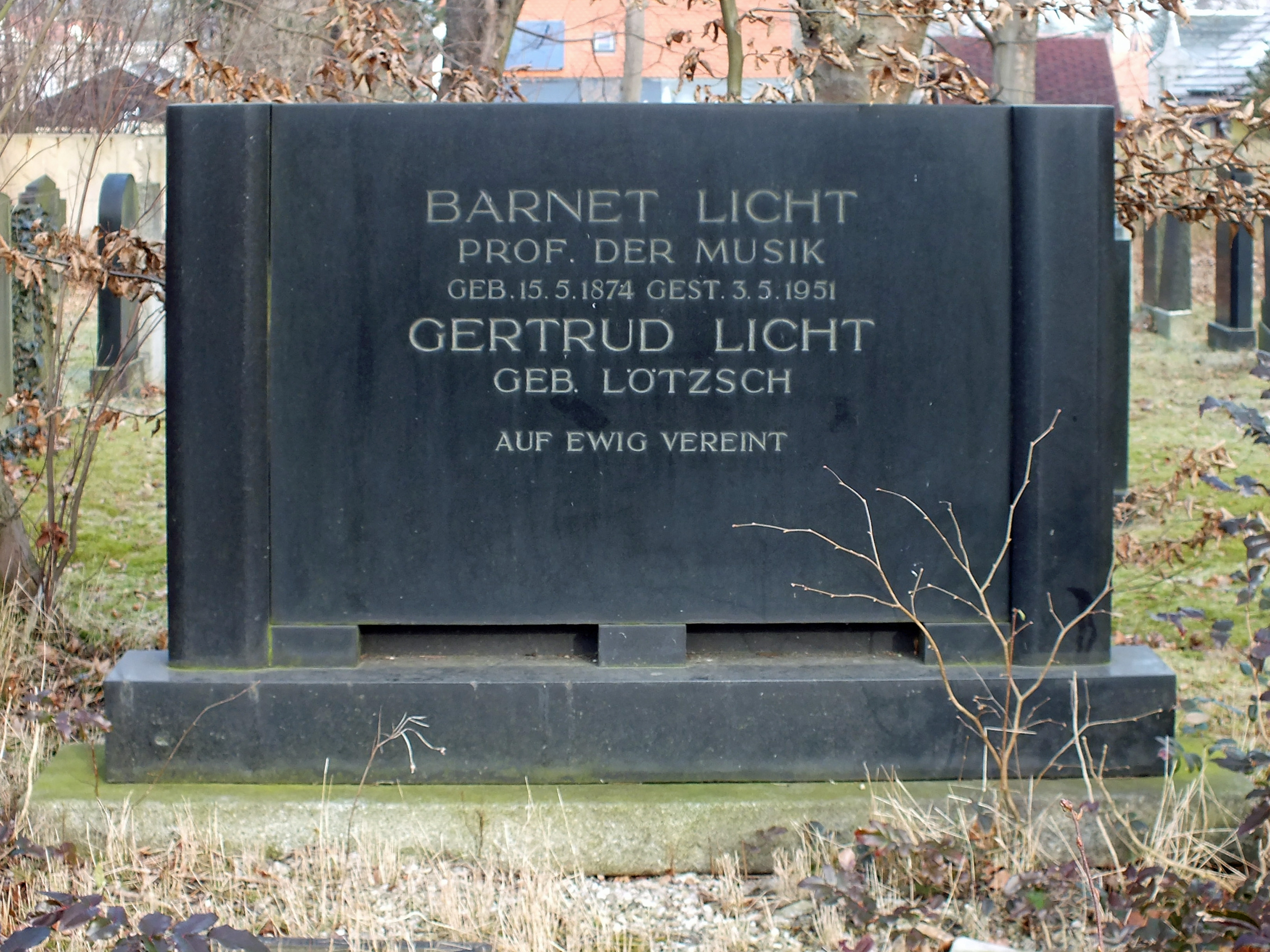
Lichts Grab (2015)

Gesundheitliche Probleme zwangen ihn, im Januar 1950 die Leitung seiner Chöre aufzugeben. Ein reichliches Jahr später – knapp zwei Wochen vor seinem 77. Geburtstag – starb er. Sein Grab befindet sich auf dem Neuen Israelitischen Friedhof in Leipzig.